# Método Bad Ragaz
O Método Bad Ragaz é um tipo de terapia aquática utilizada para reabilitação física baseada na facilitação neuromuscular proprioceptiva (FNP). O MBR é uma técnica baseada na água na qual exercícios de fortalecimento e mobilização assistidos pelo terapeuta são realizados enquanto o paciente está deitado horizontalmente na água, com suporte fornecido por anéis ou flutuadores ao redor do pescoço, braços, pelve e pernas.

## Contexto
O Método Bad Ragaz, originalmente desenvolvido por fisioterapeutas em Bad Ragaz, Suíça, é uma abordagem de tratamento de terapia aquática que usa um modelo de exercício resistido de fortalecimento e mobilização à base de água. O MBR é baseado na facilitação neuromuscular proprioceptiva (FNP). A FNP é comumente usada em fisioterapia para melhorar a amplitude de movimento ativa e passiva, com o objetivo final de melhorar a função neuromuscular usando padrões de movimento e resistência assistida pelo terapeuta. A terapia é realizada flutuando horizontalmente na água, com anéis ou flutuadores apoiando o pescoço, braços, pelve e joelhos. As extremidades são usadas como alavancas para ativar os músculos do tronco.
O Método Bad Ragaz recebe o nome da famosa fonte natural e spa de bem-estar de Bad Ragaz, no leste da Suíça. "Anel" refere-se aos anéis ou flutuadores que são usados para apoiar o paciente na superfície da água. O MBR combina as primeiras técnicas de exercícios aquáticos, desenvolvidas na década de 1930 pelo médico alemão Knupfer, com técnicas de facilitação neuromuscular proprioceptiva (FNP) desenvolvidas nas décadas de 1950 e 1960 pelo neurofisiologista americano Herman Kabat e seus assistentes Margaret Knott e Dorothy Voss. O Dr. Knupfer originalmente adaptou os exercícios de terra para a água, usando flutuadores para apoiar o paciente enquanto o terapeuta atua como um ponto fixo para o movimento. Knott e Voss aplicaram extensivamente o FNP para exercícios terapêuticos e começaram a apresentar suas técnicas em workshops na década de 1950; Os cursos FNP começaram a ser ministrados nas principais universidades durante a década de 1960. A adaptação da FNP para uso em terapia aquática ocorreu entre o início dos anos 1960 e 1990 em Bad Ragaz, inicialmente pelo Dr. WM Zinn e Nele Ipsen, e mais tarde por Bridget Davies e Beatrice Egger.